# Tricholoma psammopus
Tricholoma psammopus (Karl Kalchbrenner, 1873 ex Lucien Quélet, 1875) din încrengătura Basidiomycota, în familia Tricholomataceae și de genul Tricholoma, este o specie de ciuperci necomestibile care coabitează, fiind un simbiont micoriza, formând prin urmare micorize pe rădăcinile arborilor. O denumire populară nu este cunoscută. Acest burete regional destul de comun trăiește în România, Basarabia și Bucovina de Nord pe sol calcaros, în mod obișnuit în grupuri, în primul rând în păduri montane de conifere preponderent sub larici, dar uneori și pe lângă molizi sau pini, chiar și prin grădini sau parcuri, fiind găsit mult mai rar la deal și la câmpie. Timpul apariției este din (iulie) august până în octombrie (noiembrie).

## Taxonomie

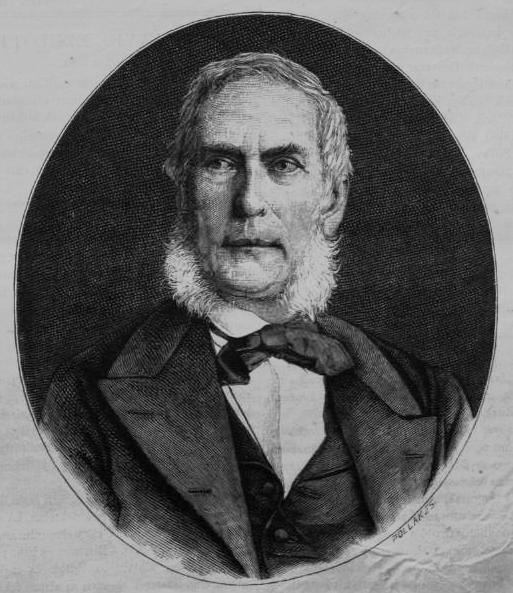
Karl Kalchbrenner

Numele binomial Agaricus psammopus a fost determinat de micologul austro-ungar Karl Kalchbrenner în volumul 1 al operei sale Icones selectae Hymenomycetum Hungariae din 1873.
Apoi, în 1875, renumitul micolog francez Lucien Quélet a transferat specia corect la genul Tricholoma sub păstrarea epitetului, de verificat în vol. 3 al publicației sale Les champignons du Jura et des Vosges, în jurnalul Mémoires de la Société d’Émulation de Montbéliard, fiind numele curent valabil (2021).
Taxonul Gyrophila psammopus a lui Lucien Quélet din 1886, formele Tricholoma psammopus f. bisporum (Marcel Bon, 1984) și Tricholoma concolor f. bisporum (Bon) Pierre-Arthur Moreau și Régis Courtecuisse, 2011) precum variația Tricholoma psammopus var. macrosporum (Machiel Evert Noordeloos și Morten Christensen, 1999) sunt acceptați sinonim.
Epitetul specific este derivat din cuvântul de limba greacă veche (greacă veche ψάμμος= nisip, praf, aici: nisipos) datorită aspectului și a culorii în special al pălăriei.

## Descriere

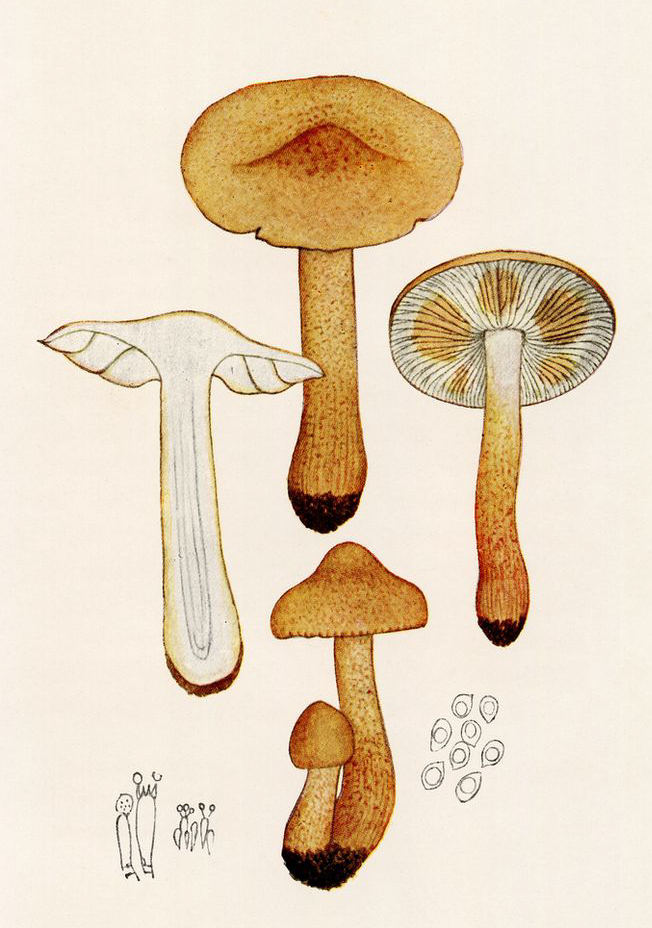
Bres.: Tricholoma psammopus

- Pălăria: are un diametru de 4-8 (10) cm, este destul de cărnoasă și fermă, inițial semisferică până conică cu o cocoașă turtită, apoi convexă pentru ca să devină în sfârșit adesea plată. Marginea netedă este mereu răsfrântă în jos. Cuticula care se poate îndepărta de pălărie este uscată, fin granulată cu un aspect nisipos, iar în vârstă puțin fibros-solzoasă. Coloritul poate fi crem, galben-ocru, ocru-brun, brun-gălbui sau căpriu.
- Lamelele: sunt inegale, destul de subțiri și distanțate, strâns aderate și cu avansarea în vârstă din ce în ce mai bombate spre picior (numit: șanț de castel). Muchiile fertile sunt în tinerețe netede, devenind odată cu vârsta zimțate, aproape franjurate. Coloritul inițial albicios, devine apoi crem până galben de paie, la bătrânețe cu pete ruginii.
- Piciorul: are o înălțime de 5-8 (10) cm și o lățime de 1-1,5 cm, este solid, longitudinal fibros, plin, în vârstă gol de formă tubulară pe dinăuntru, cilindric, uneori îndoit și numai puțin înrădăcinând. Pe exterior este uscat, ornamentat cu granulații flocoase până fin solzoase. Coloritul este ocru deschis sau de culoarea pălăriei, spre vârf și spre bază albicios, presărat cu granulații fine de culoare maronie. Nu prezintă un inel.
- Carnea: albă, uneori cu nuanțe de roz, este compactă, fermă, în picior fibroasă, ce nu se decolorează în urma unei tăieri. Are un miros aproape imperceptibil, dar un gust amar.[3][4]
- Caracteristici microscopice: prezintă spori lat ovoidali până aproape sferici, apiculați, netezi, hialini (translucizi), neamilozi (nu se decolorează cu reactivi de iod) și o picătură uleioasă mare în centru, având o mărime de 6,5 x 8,5 microni. Pulberea lor este albă. Basidiile clavate cu de obicei 4 sterigme fiecare, măsoară 25-28 x 6-8 microni. Cistidele (elemente sterile situate în stratul himenal sau printre celulele din pielița pălăriei și a piciorului, probabil cu rol de excreție) lipsesc. Pileocistidele (elemente sterile de pe suprafața pălăriei) sunt hife cilindrice, late de 3,0–6,0 µm, de obicei întinse plan și paralel pe suprafața pălăriei, dar arată parțial și o tranziție spre trichoderm. Uneori se observă mănunchiuri drepte de hife terminale de până la 12 µm lățime. Pigmenții bruni sunt preponderent legați de membrană, dar apar uneori de asemenea intracelular. Caulocistidele (cistide situate la suprafața piciorului) cilindrice până clavate fără cleme și orânduite în smocuri măsoară 20-70 × 3-9 microni.[12][13]
- Reacții chimice: nu sunt cunoscute.[3][4]

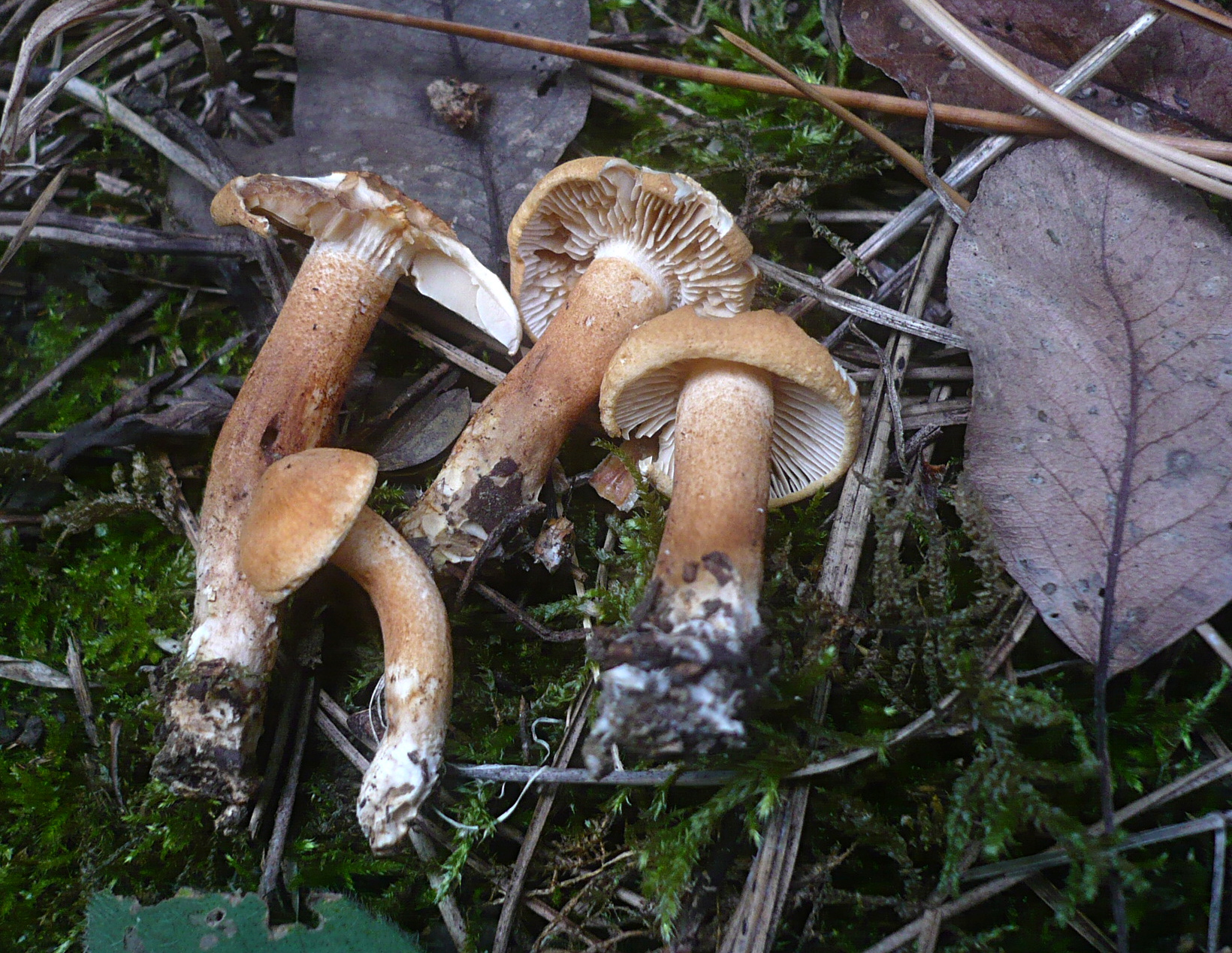
T. psammopus în diverse stadii: pălărie, lamele și picior

## Confuzii
Ciuperca poate fi confundată în primul rând cu specii ale aceluiași gen cum sunt de exemplu: Tricholoma apium (comestibil, se dezvoltă în păduri de conifere sub molizi și pini, miros de țelină sau Maggi, gust blând), Tricholoma batschii (otrăvitor), Tricholoma focale (comestibil, dar de valoare scăzută, cuticulă în tinerețe și la umezeală unsuroasă, de altfel uscată, carne albă, gust blând, neamar, trăiește în păduri de conifere pe sol uscat și nisipos), Tricholoma fucatum (comestibil), Tricholoma fulvum (necomestibil), Tricholoma pessundatum (otrăvitor), Tricholoma populinum (comestibil), Tricholoma pseudoalbum (necomestibil, amar, după timp scurt foarte iute) Tricholoma sejunctum (necomestibil), Tricholoma stans (necomestibil), Tricholoma vaccinum (necomestibil, ingerat în cantități mai mari toxic) sau Tricholoma virgatum (otrăvitor).

## Specii asemănătoare în imagini

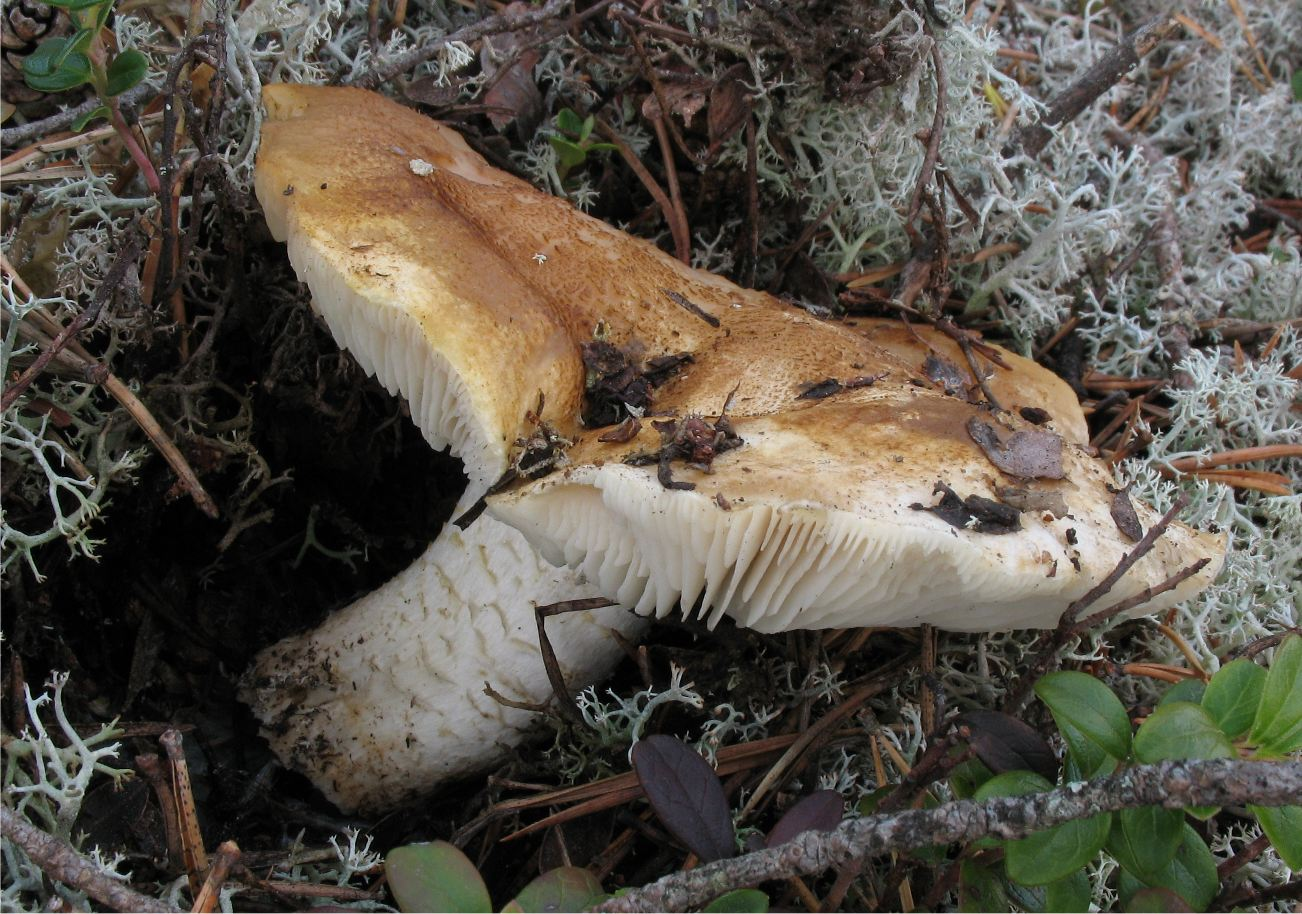
Tricholoma apium
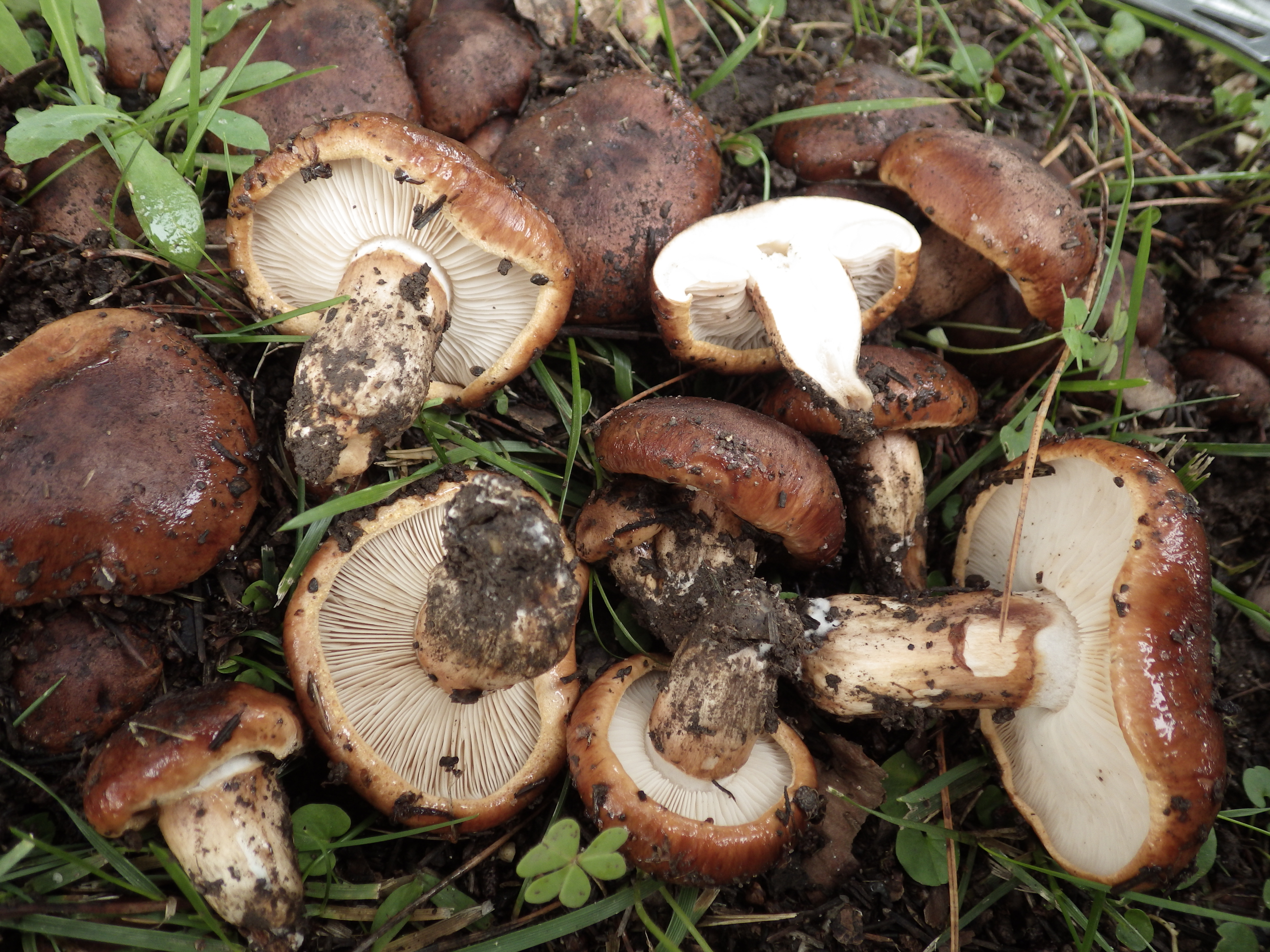
!!Tricholoma batschii!!
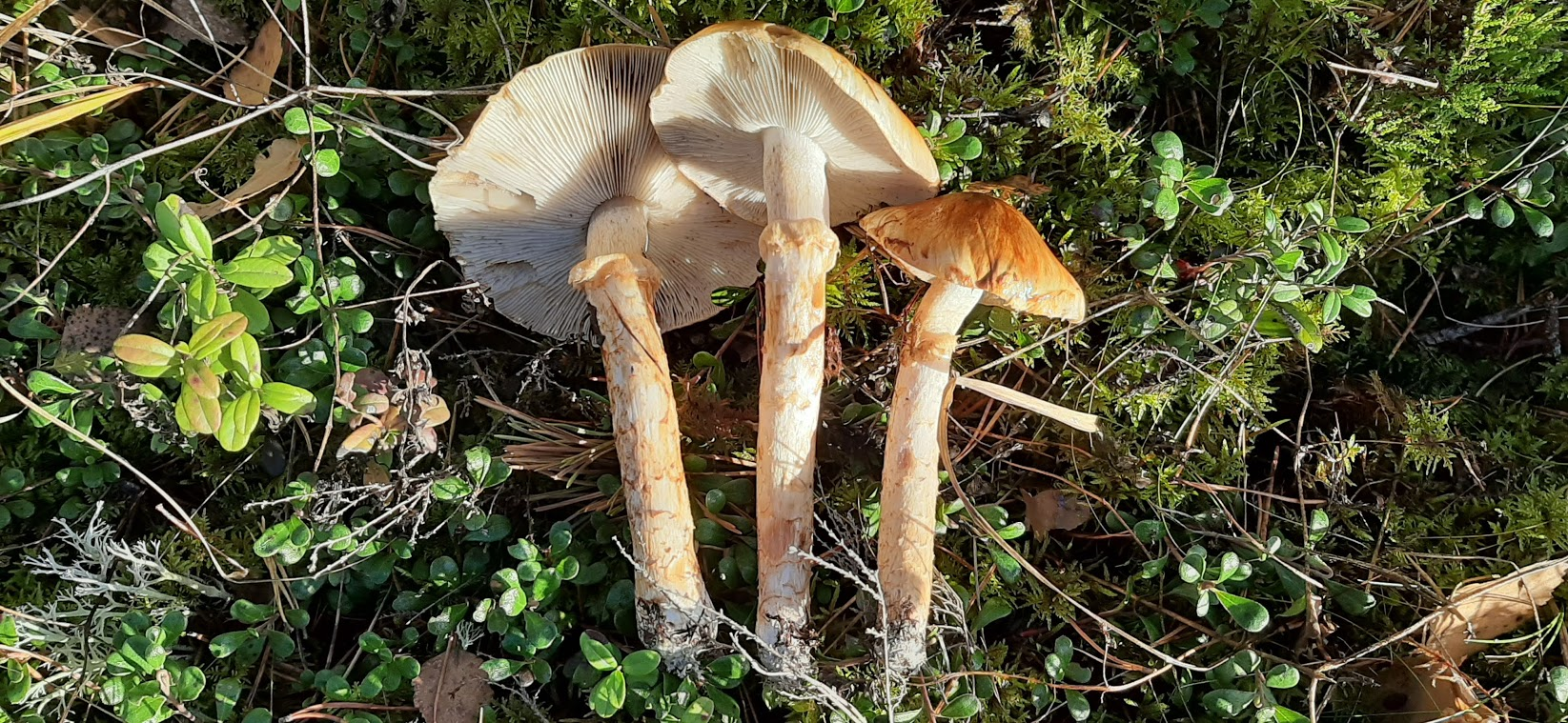
Tricholoma focale
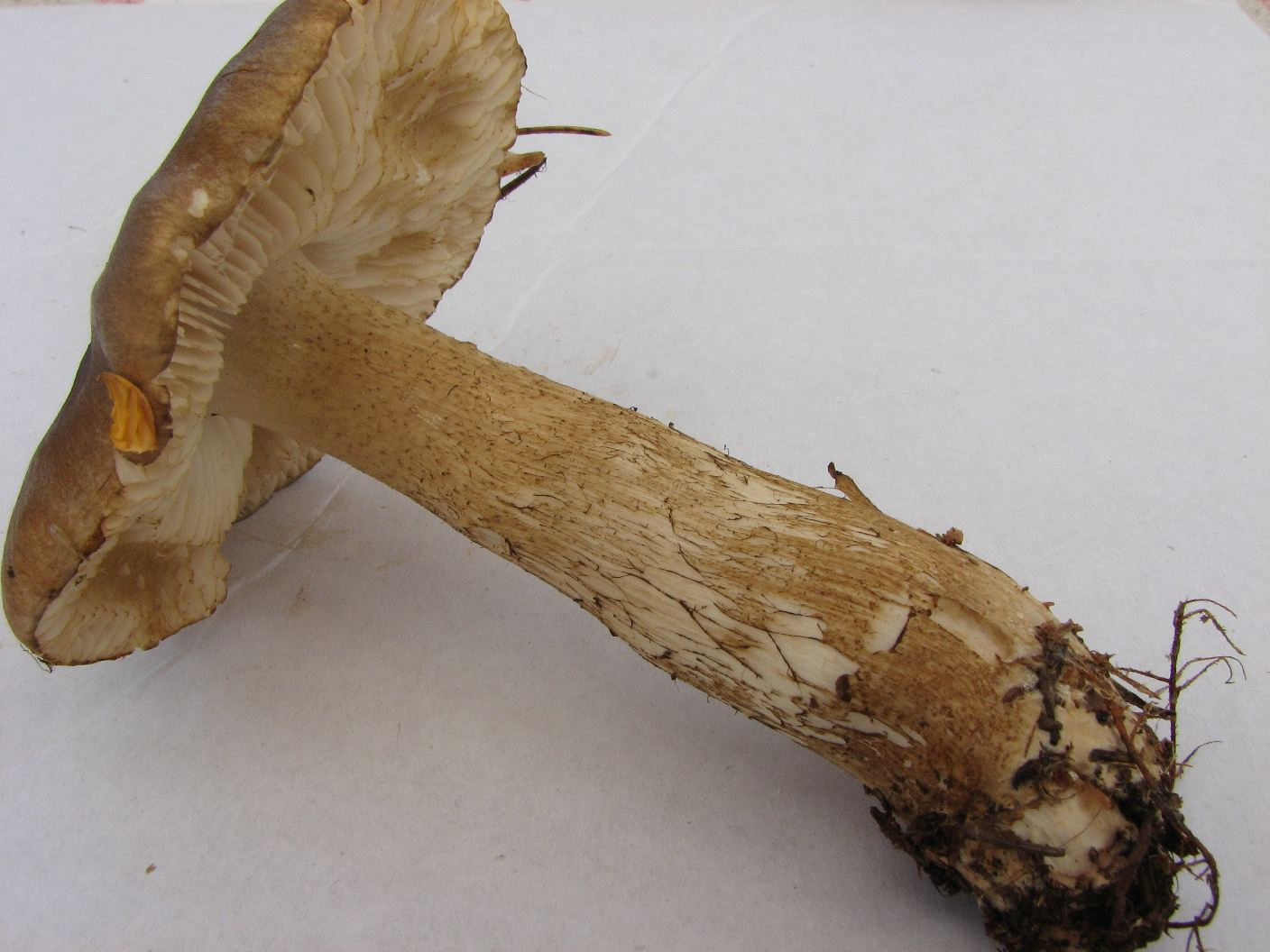
Tricholoma fucatum
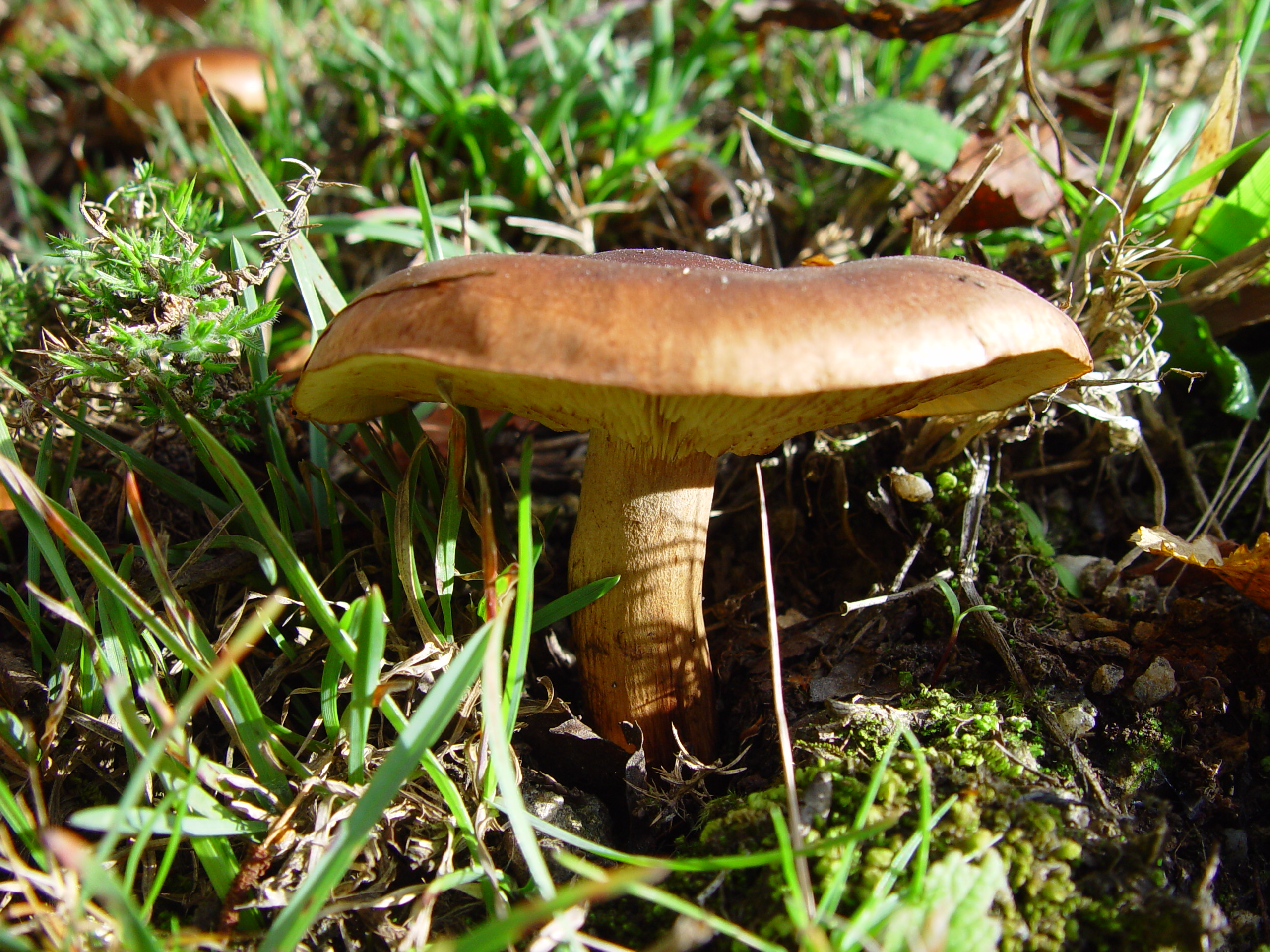
!Tricholoma fulvum!
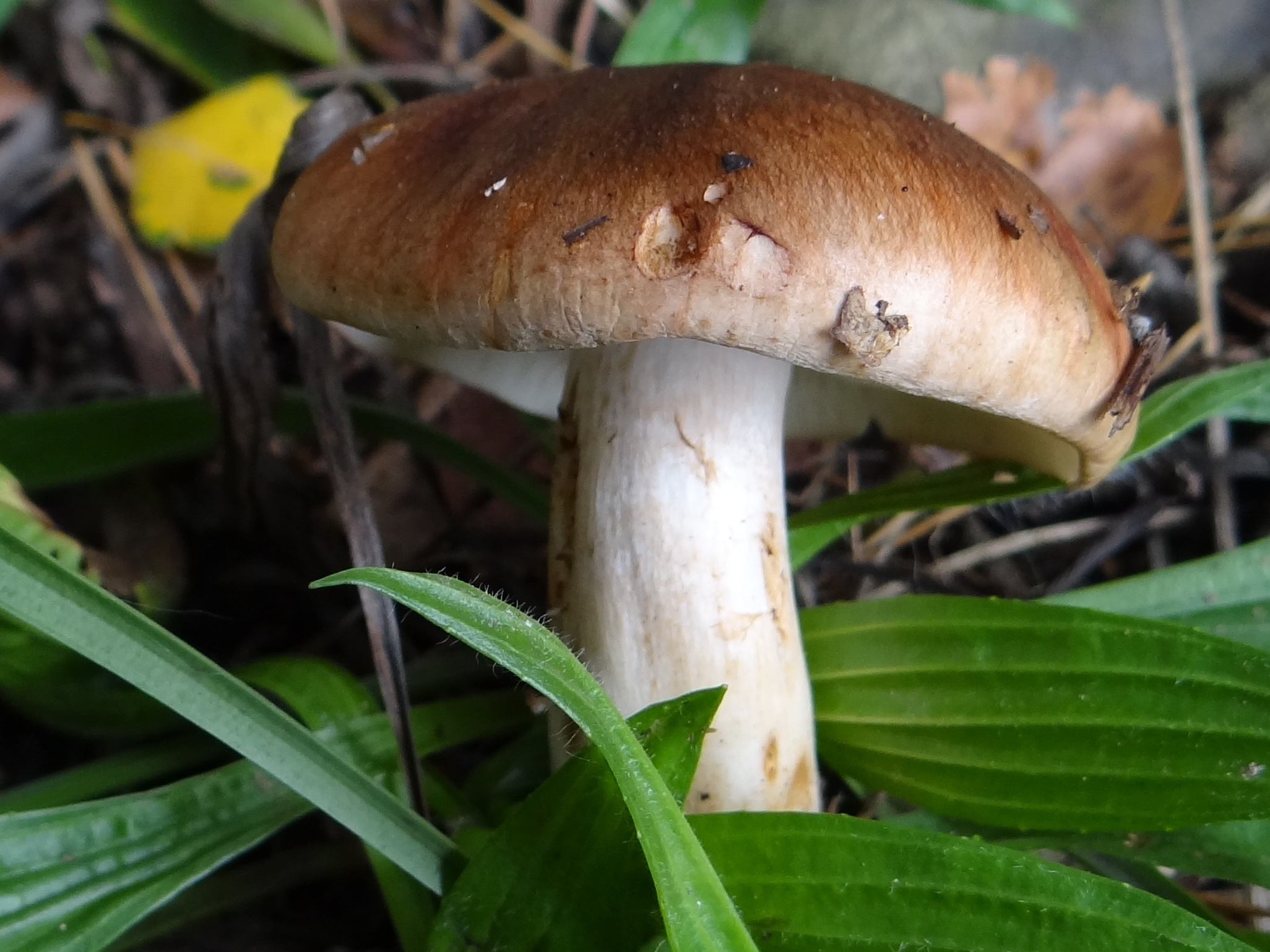
!!Tricholoma pessundatum!!

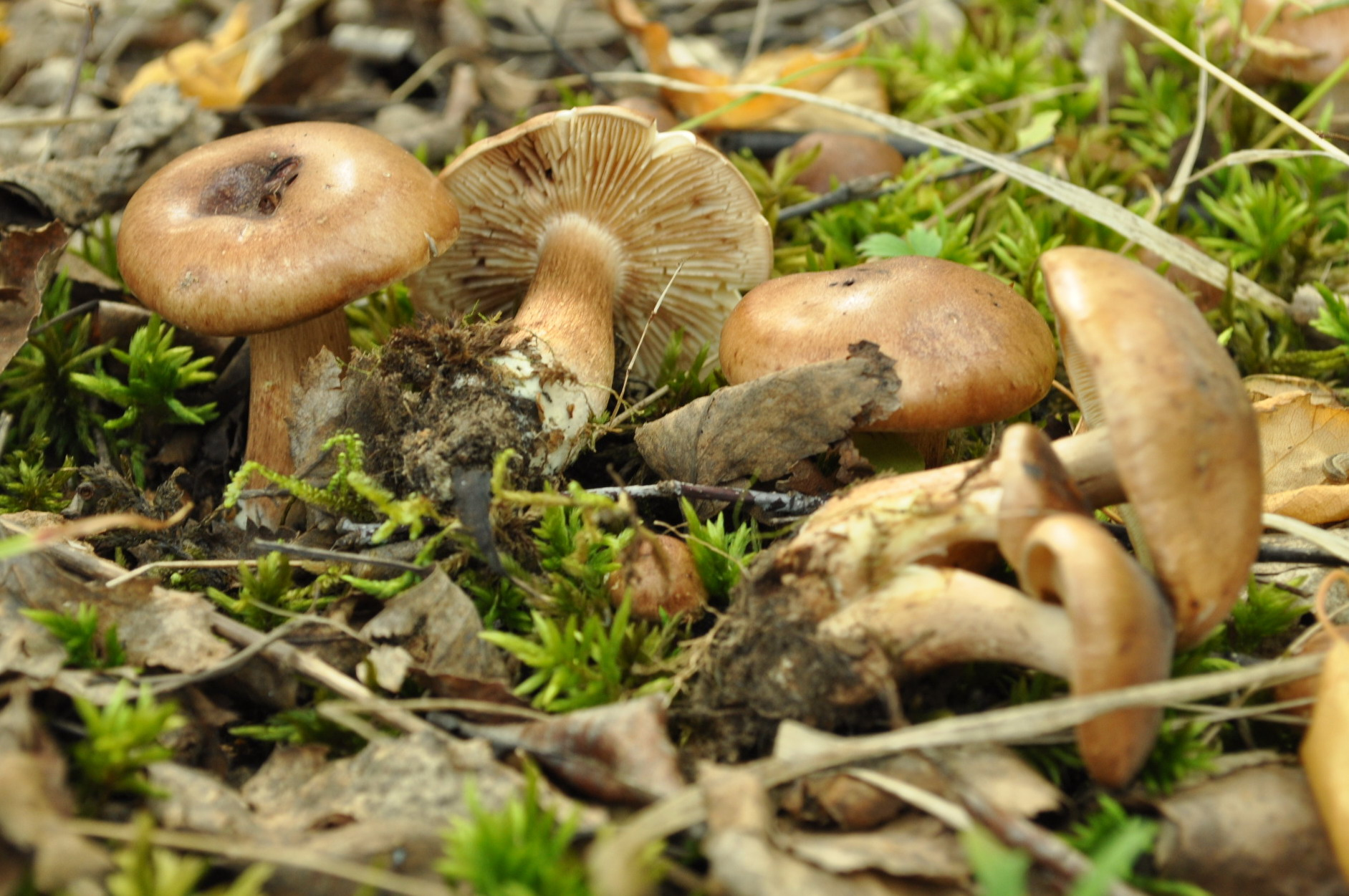
Tricholoma populinum
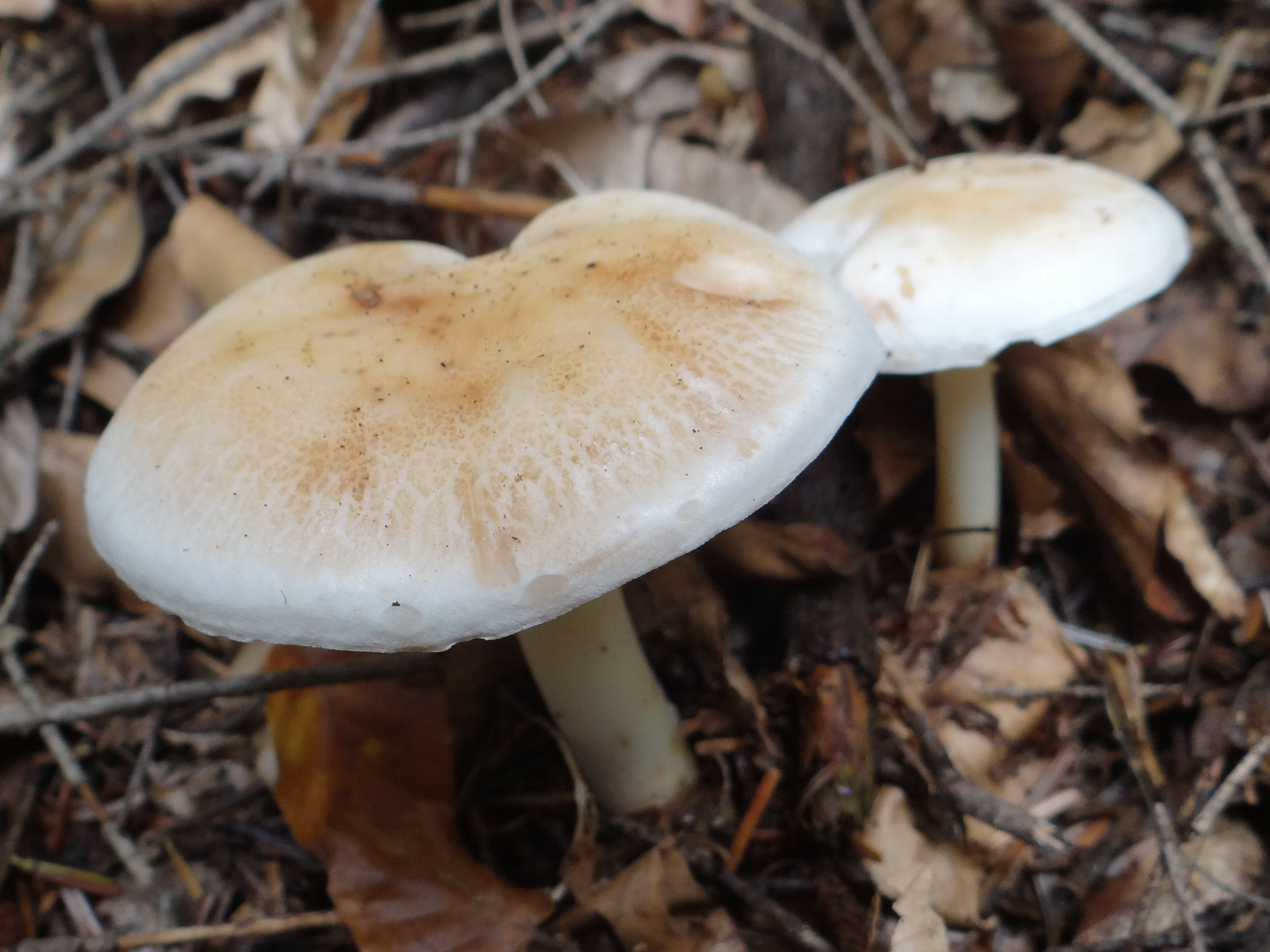
!Tricholoma pseudoalbum!
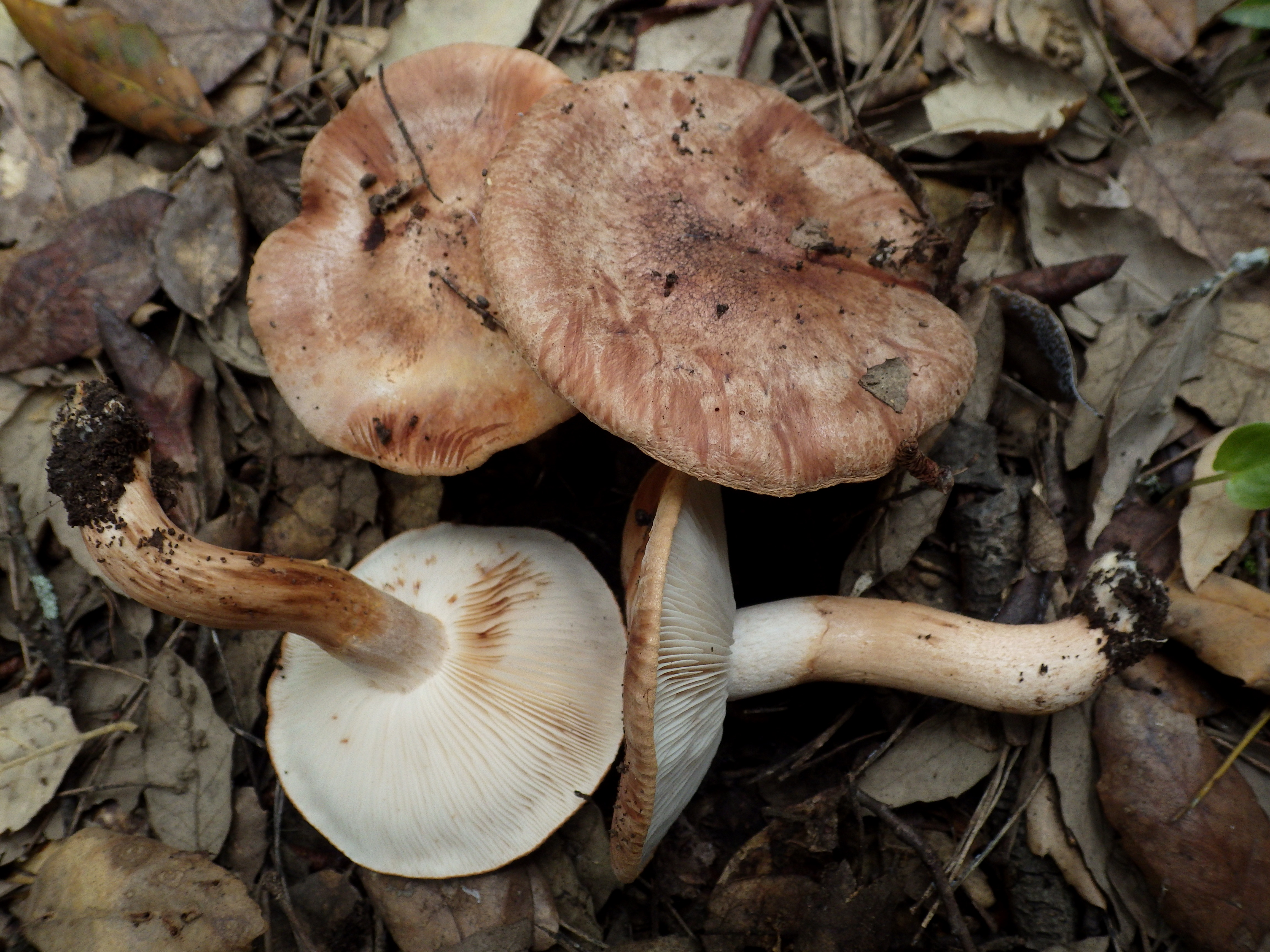
!Tricholoma stans!
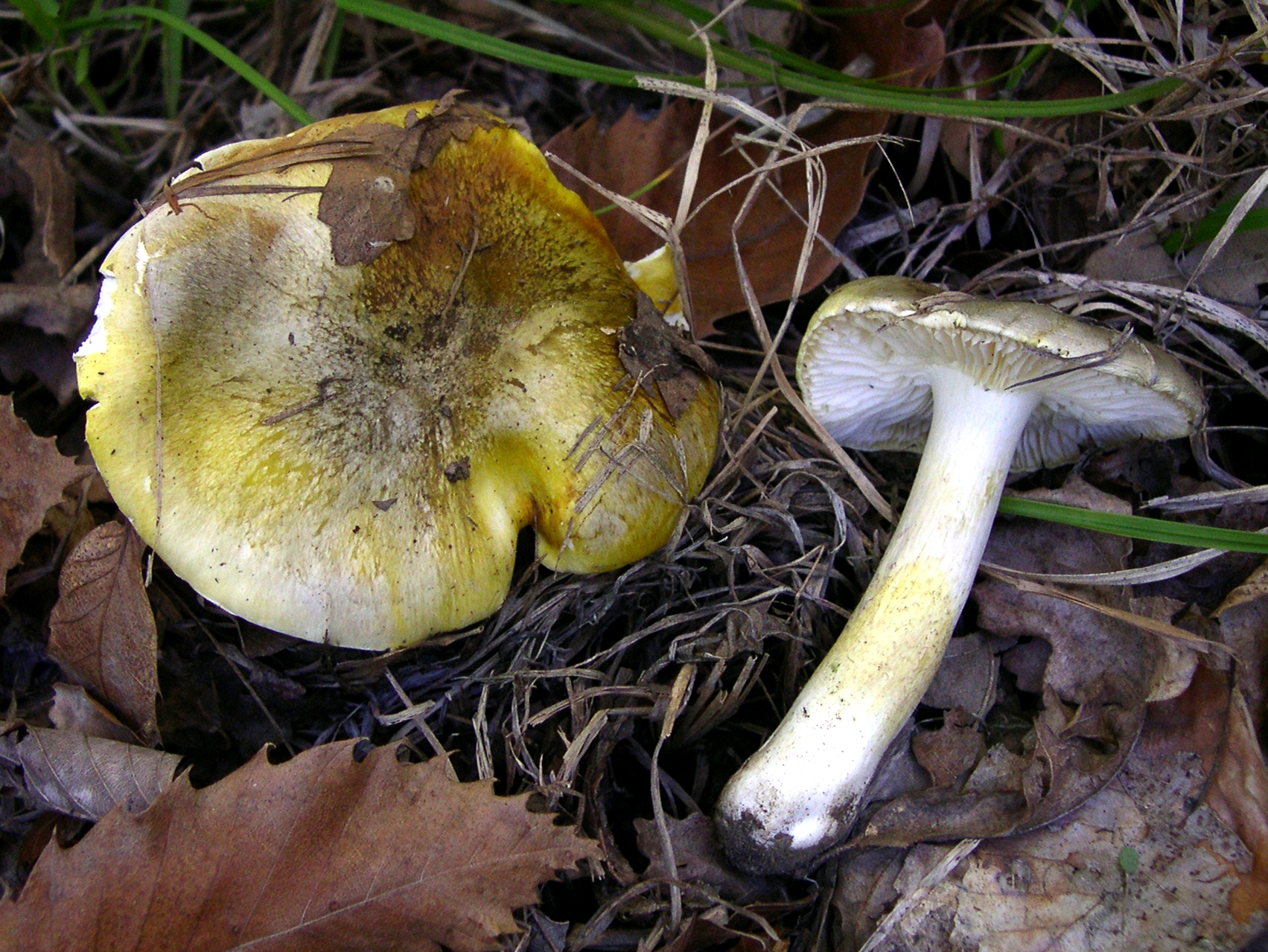
!Tricholoma sejunctum!
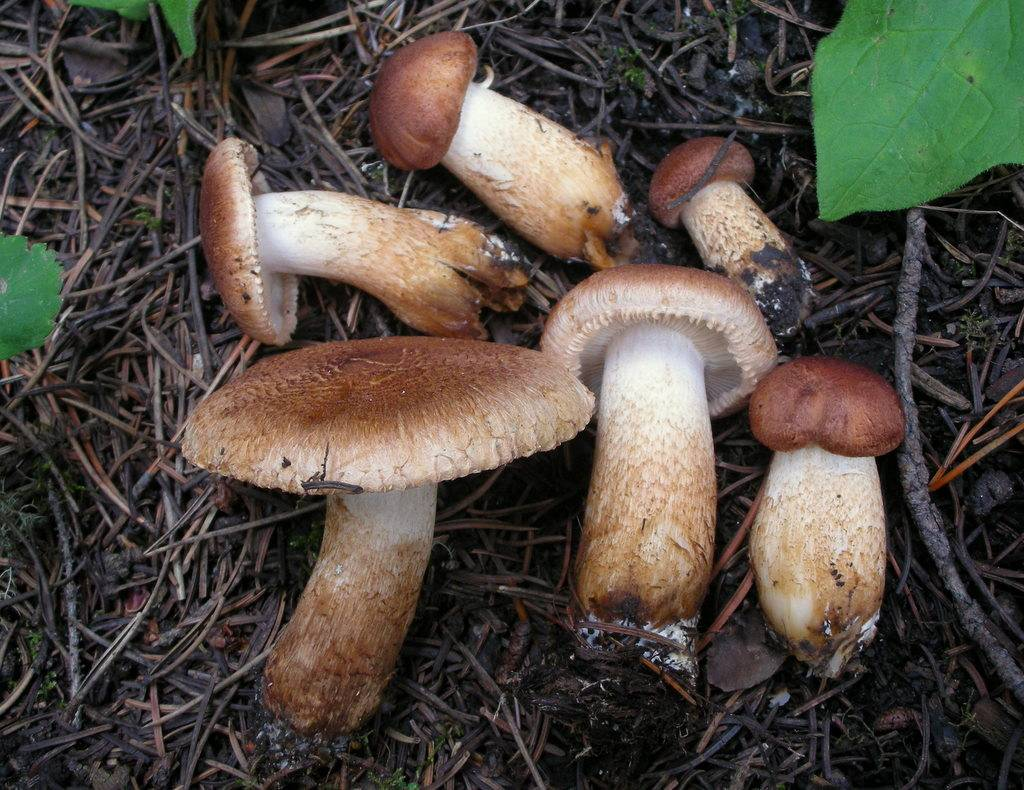
!Tricholoma vaccinum!
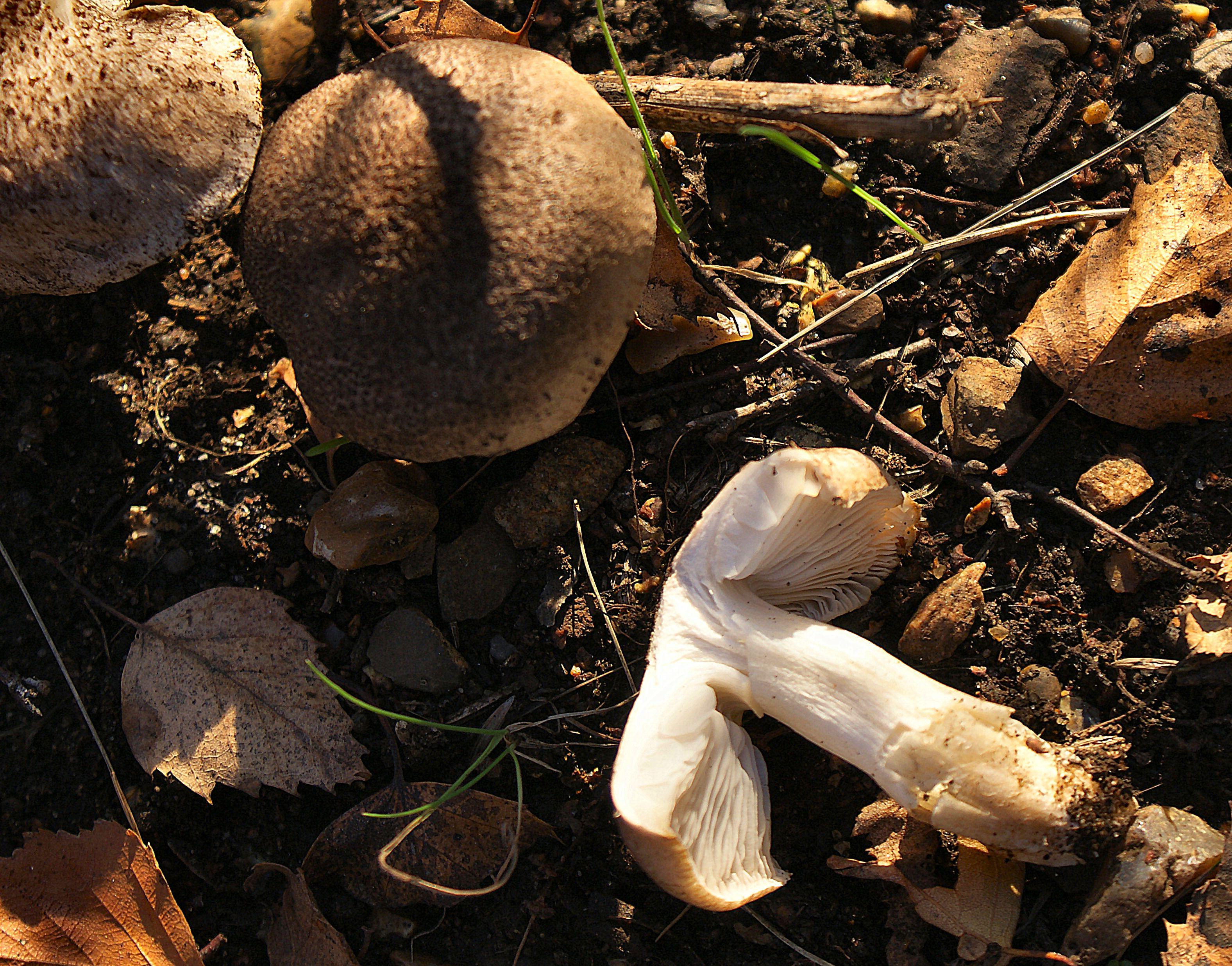
!!Tricholoma virgatum!!

## Valorificare
Specia este din cauza cărnii amare necomestibilă. 